# Lomographa tributaria
Lomographa tributaria là một loài bướm đêm trong họ Geometridae.